# Wyspa Ernsta Thälmanna
Wyspa Ernsta Thälmanna (niem. Ernst-Thälmann-Insel; hiszp. Cayo Ernesto Thaelmann) – należąca do Kuby wysepka, położona w Zatoce Cazones (południowa część wyspy).
Ze względu na swe małe rozmiary (15 kilometrów długości i ok. 500 metrów szerokości) wyspa nie jest zamieszkana, jakkolwiek jest odwiedzana przez turystów (uchodzi za atrakcyjną m.in. ze względu na dużą różnorodność biologiczną i inne specyficzne cechy).
Decyzją komunistycznego rządu Kuby w latach 60. nazwano ją na cześć Ernsta Thälmanna, przywódcy Komunistycznej Partii Niemiec w okresie Republiki Weimarskiej i późniejszego wieloletniego więźnia reżimu narodowo socjalistycznego (został zamordowany w 1944).
W 1972 roku Fidel Castro podjął decyzję o przekazaniu jej w prezencie Niemieckiej Republice Demokratycznej, co uczyniło z niej jedyne "zamorskie" terytorium wschodnich Niemiec (i jedyne niemieckie od czasów utraty kolonii w wyniku I wojny światowej, jeśli nie liczyć Nowej Szwabii, czyli obszaru północnej Antarktydy, do którego prawa rościła sobie III Rzesza) . Mimo tego gest Castro był czysto symboliczny, gdyż NRD faktycznie nie przejęła jej ani nie utrzymywała. Po zjednoczeniu RFN nie zgłosiło do niej roszczeń terytorialnych i nadal pozostaje częścią Kuby.
W 1998 wyspa została poważnie zdewastowana przez Huragan Mitch.